# Tresco Abbey Gardens

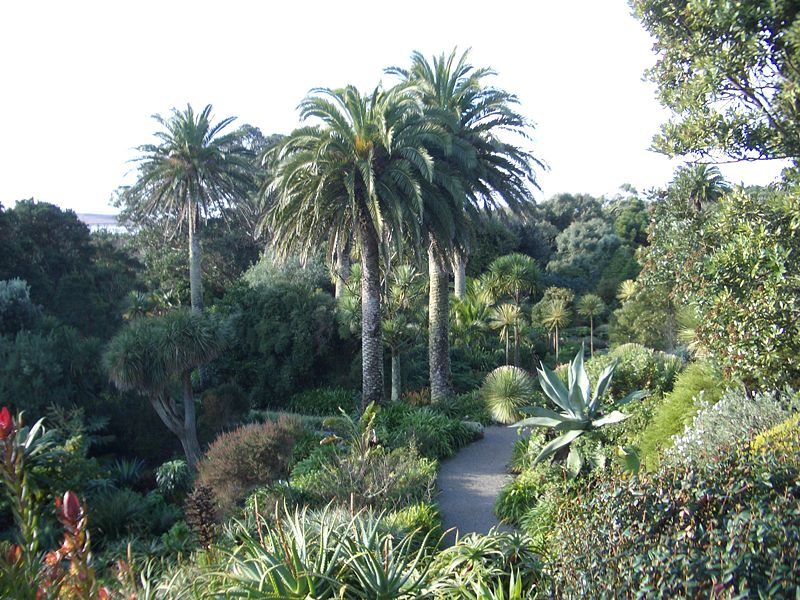
Tresco Abbey Gardens.

Los Jardines de la Abadía de Tresco (en inglés: Tresco Abbey Gardens) son un jardín botánico de 25 hectáreas de extensión que se encuentra en la isla de Tresco del archipiélago de las islas Sorlingas (en inglés, Isles of Scilly). este jardín botánico pertenece como miembro del BGCI, y su código de identificación internacional es TRES. 

## Localización
Tresco Abbey Garden, TRESCO, Isles of Scilly, Cornwall TR24 0PU, U.K. Tresco, United Kingdom-Reino Unido.
- Teléfono: 01720 424105

## Historia
En este lugar fue fundada una abadía benedictina en el año 964, aunque la mayoría de lo que permanece actualmente proceda del priorato de San Nicolás fundado por los monjes de la abadía de Tavistock en 1114.
Los jardines fueron creados por el propietario de la isla del siglo XIX, Augustus Smith. 

## Colecciones
Debido a un clima invernal temperado suave, largas horas de luz solar en el verano, y los altos muros de la abadía que protegen las plantas de los vientos del océano Atlántico, el jardín alberga una colección al aire libre de plantas exóticas procedentes de todo el mundo: del Mediterráneo, Suramérica, África del Sur y Australasia. 
Entre sus plantas destacan, Proteacea, Acacia, Metrosideros, Eucalyptus, Mesembryanthemum, cactus y suculentas del Sur de África, Puya de Suramérica, árboles y arbustos de Nueva Zelanda, Aeonium, Aloe. 
- La colección Valhalla, está dentro del jardín de la abadía de Tresco y contiene unos 30 testaferros (mascarones de proa), así como tallas de nombres de barcos y otras tallas decorativas pertenecientes a barcos de los días de la navegación a vela. La colección fue aumentada por Augustus Smith. En Valhalla la mayor parte de los testaferros tienen fechas de mediados y finales del siglo XIX y vienen de los veleros mercantiles o de los primeros buques de vapor que naufragaron en las islas Sorlingas.